# Escuela Bíblica y Arqueológica Francesa de Jerusalén

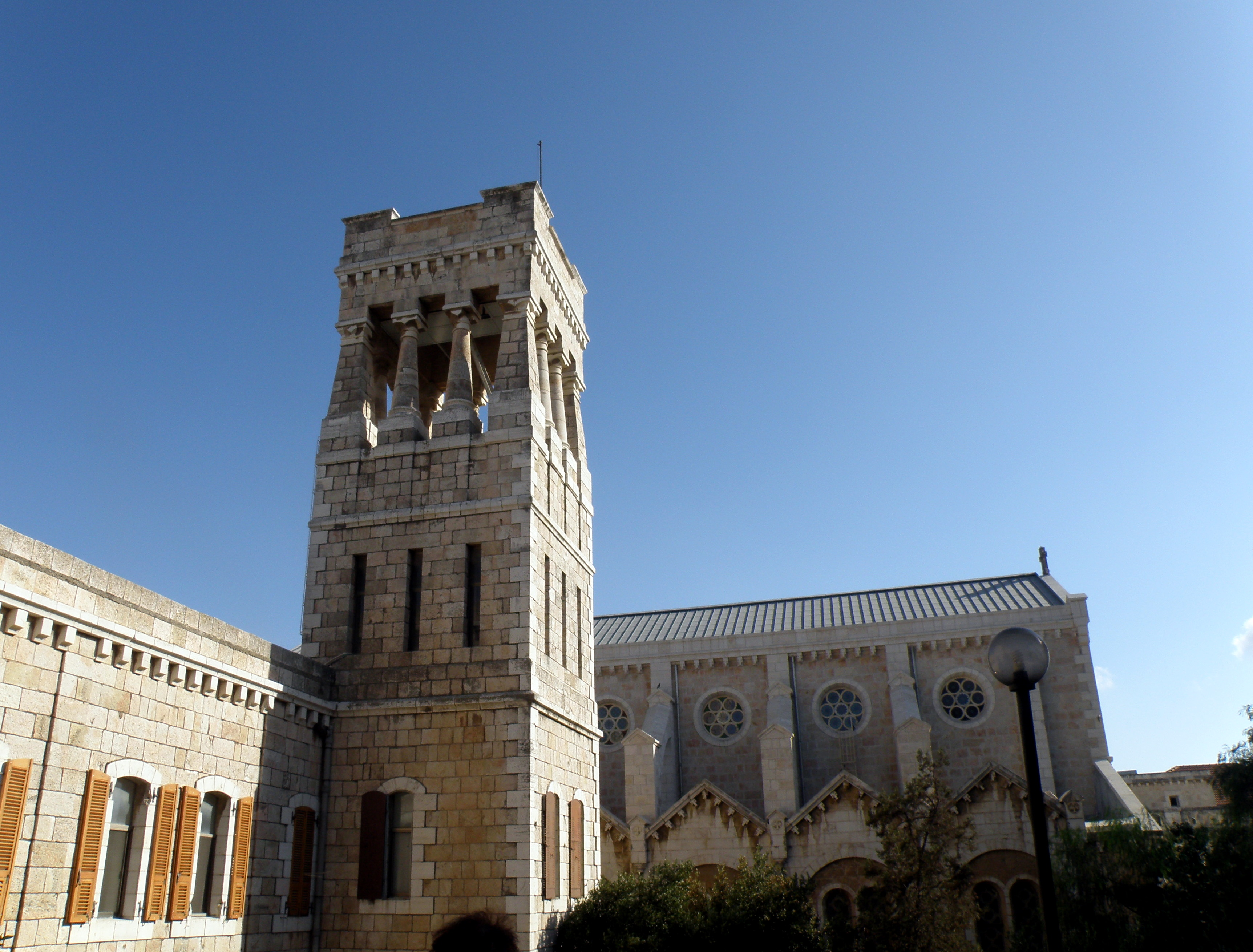

La Escuela Bíblica de Jerusalén (nombre completo en francés École Biblique et Archéologique Française de Jérusalem EBAF), es una institución francesa de enseñanza superior y de búsqueda, fundada y dirigida por la orden dominica, especializada en exégesis y arqueología bíblica. Se encuentra cerca de la Puerta de Damasco, en Jerusalén.
La escuela fue fundada en 1890 por el sacerdote dominico Marie-Joseph Lagrange. Seis años antes, el 26 de diciembre de 1884, el P. Matthieu Lecomte, O.P., había fundado el convento de los dominicos cerca de la Puerta de Damasco, en un terreno comprado el año anterior en el lugar en que, según la tradición, había existido una iglesia dedicada a San Esteban. El sucesor del P. Lecomte, el P. Paul Meunier, O.P., decidió crear un curso de Sagrada Escritura, para lo cual el superior provincial de Tolosa envió al convento de San Esteban al P. Marie-Joseph Lagrange. El P. Lagrange llegó a Jerusalén en 1889, y el 15 de noviembre de 1890, en el edificio de un antiguo matadero turco, en la presencia del Cónsul General de Francia, abrió las puertas la Escuela Práctica de Estudios Bíblicos (École Pratique d'Études Bibliques).
En los años sucesivos se construiría el edificio definitivo de la Escuela Bíblica (1891) y el convento de los frailes dominicos. El 13 de mayo de 1900 se dedicaría la nueva basílica de San Esteban, construida en el mismo lugar en que la emperatriz Eudocia había edificado una iglesia el año 439 para acoger las reliquias de san Esteban. La escuela fue aprobada por la Santa Sede el 17 de septiembre de 1892. Ese mismo año se fundó la Révue Biblique, y en 1893 la colección Études Bibliques En 1920 tomaría el nombre actual (Escuela Bíblica y Arqueológica Francesa de Jerusalén), a consecuencia del reconocimiento recibido por la Académie des Inscriptions et Belles-lettres Française (Academia de las Inscripciones y Literatura Francesa) como "Escuela arqueológica nacional francesa".
En efecto, desde su fundación, la escuela ha dirigido de manera complementaria tanto las investigaciones arqueológicas en Israel y en territorios adyacentes como la exégesis de los textos bíblicos. La escuela se distingue también en el campo de la epigrafía, de la lingüística semítica, de la asiriología, de la egiptología, de la historia antigua, geografía y etnografía.
Entre sus miembros más ilustres, más allá del Padre Lagrange, se puede citar a Marie-Émile Boismard, Raymond-Jacques Tournay, Roland de Vaux y a Pierre Benoît. 
La escuela está facultada para otorgar Doctorado Canónico en Sagrada Escritura y publica el periódico Revue Biblique (Revista Bíblica) y diversos trabajos especialistas en sus sectores de excelencia, así como obras dirigidas a un público más amplio, como la traducción francesa de la Biblia, la llamada Bible de Jérusalem (Biblia de Jerusalén), que une a la calidad literaria el rigor crítico. La obra ha sido vertida, entre otros idiomas, al español.